# Hannes Farnleitner
Johann (Hannes) Farnleitner (ur. 5 kwietnia 1939 w Weikersdorf am Steinfelde) – austriacki polityk, działacz gospodarczy i prawnik, w latach 1996–2000 minister.

## Życiorys
Ukończył szkołę ludową i gimnazjum, a w 1961 studia prawnicze na Uniwersytecie Wiedeńskim. W latach 1962–1964 pracował w sądzie powiatowym w Wiener Neustadt i w administracji rządowej Dolnej Austrii. Od 1964 zawodowo związany z austriacką federalną izbą gospodarczą (Wirtschaftskammer Österreich). Od 1978 kierował działem prawnym, od 1982 działem polityki gospodarczej. W latach 1992–1996 pełnił funkcję zastępcy sekretarza generalnego tej organizacji. Był członkiem Europejskiego Komitetu Ekonomiczno-Społecznego.
Od 1996 do 2000 z rekomendacji Austriackiej Partii Ludowej sprawował urząd ministra spraw gospodarczych. Został przedstawicielem austriackiego rządu w Konwencie Europejskim.
Odznaczony Złotą Odznaką Honorową za Zasługi dla Republiki Austrii.